# Pýli (Flórina)
Pýli, en grec moderne : Πύλη, ou Víneni (Βίνενι), est un village du dème de Préspes, district régional de Flórina, en Macédoine-Occidentale, Grèce. 
Selon le recensement de 2011, la population du village compte 89 habitants.